# BMW E46
| Sterne im Euro-NCAP-Crashtest (2001) |

Die Baureihe E46 ist die vierte 3er-Reihe des Automobilherstellers BMW. Die Mittelklasse-Baureihe wurde im März 1998 als Nachfolger der Baureihe E36 vorgestellt.
Die Produktion der E46-Modelle fand im Stammwerk München-Milbertshofen und den Werken Leipzig, Regensburg, Dingolfing sowie Rosslyn (Südafrika) statt. Weitere Hersteller waren BMW Brilliance Automotive in Shenyang (China), die Bavarian Auto Group in der Stadt des 6. Oktobers (Ägypten) und die Avtotor in Kaliningrad (Russland).

## Modellgeschichte

### Allgemeines

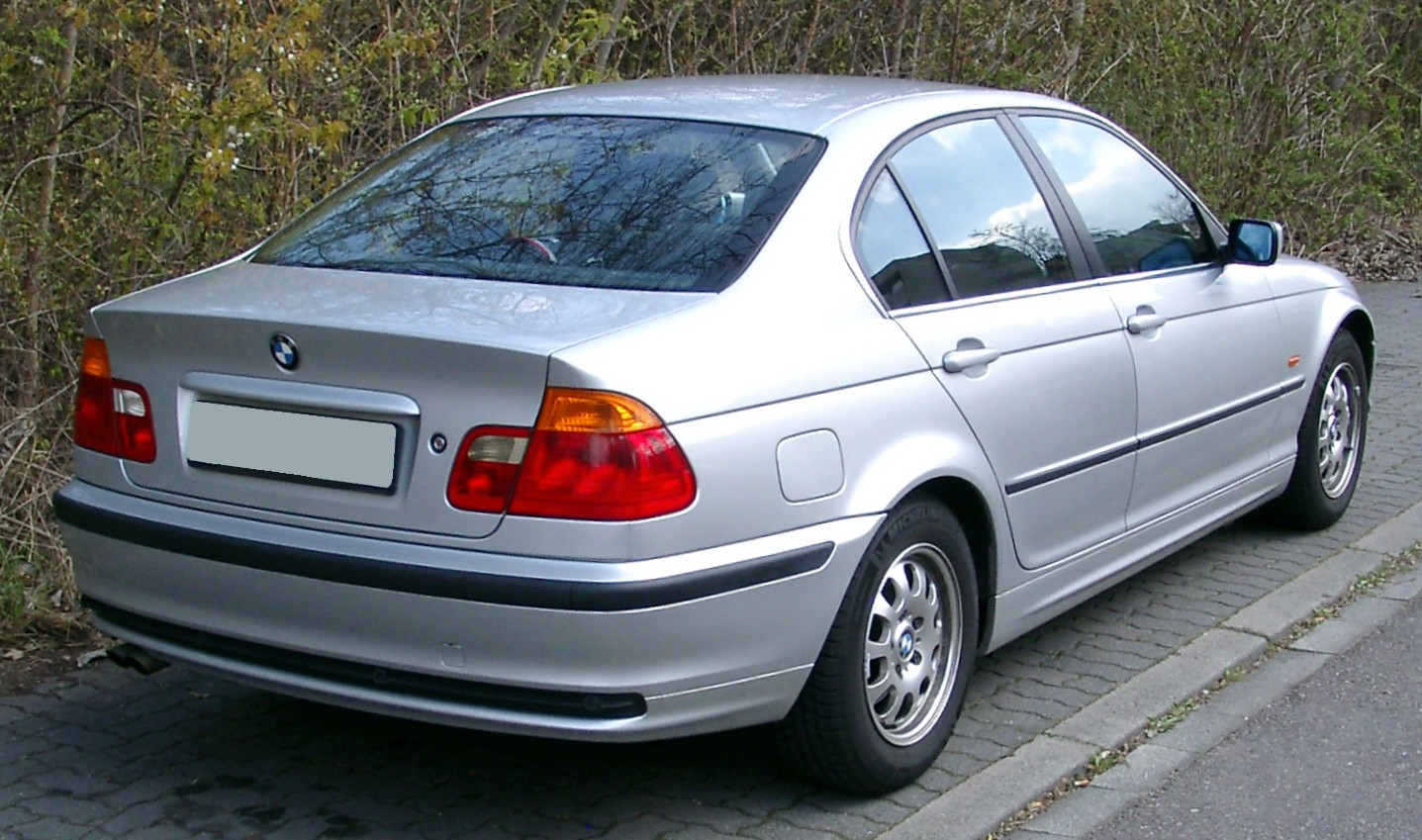
Heckansicht

Die vierte Generation des BMW 3er, der BMW E46, erschien Ende April 1998. Wie bei BMW üblich, zunächst nur als Limousine, mit überarbeiteten Sechszylinder- (M52TU) und Vierzylinder- (M43TU) Ottomotoren und einem neu entwickelten Vierzylinder-Dieselmotor (M47). Mit dem M47 verkaufte BMW erstmals einen Dieselmotor mit Direkteinspritzung. Die Sicherheitsausstattung umfasste in allen Modellen serienmäßig Antiblockiersystem (ABS), die Traktionskontrolle (ASC+T), Cornering Brake Control, Elektronische Bremskraftverteilung und sechs Airbags. Eine elektronische Fahrdynamikregelung war anfangs nur gegen 1800 DM Aufpreis für den 328i erhältlich, später optional für alle Modelle, schließlich serienmäßig. Ab Modelljahr 2001 war auch ein Bremsassistent Serie.

Im Fahrwerk wurde Aluminium eingesetzt: 60 kg, was einem Anteil von 20 % entspricht. Weitere Gewichtseinsparung ergab der hochfeste Stahl an den Vorder- und Hinterachsträgern.

Der E46 wurde ab Erscheinen serienmäßig mit 5-Gang-Schaltgetriebe ausgerüstet. Erst ab dem Modelljahr 2003 wurden die Dieselmodelle ab 320d, der 330i sowie der 325ti mit 6-Gang-Schaltgetriebe ausgeliefert. Auf Wunsch gab es eine 4-Stufen-Automatik bei den Vierzylindermodellen und eine 5-Stufen-Steptronic (Automatik) bei den Sechszylindermodellen. Für den 325i/Ci/ti (Limousine/Touring/Coupé/Cabrio/Compact) und 330i/Ci (Limousine/Touring/Coupé/Cabrio) gab es auch noch wahlweise ein sequenzielles manuell zu schaltendes Getriebe mit dem Kurznamen SMG, das eine Besonderheit von BMW ist. Das SMG ist ein automatisiertes Schaltgetriebe, das sich sowohl manuell über Wählhebel und Schaltwippen, als auch automatisiert schalten lässt. Es wurde bis 2002 mit fünf, danach mit sechs Gängen ausgeliefert.
Im April 1999 schob man das Coupé sowie kurz darauf den Sechszylinder-Dieselmotor M57 nach, der zunächst nur in der Limousine sowie in dem im Oktober 1999 erschienenen und bei BMW traditionell Touring genannten Kombi erhältlich war. Erst mit dem „Facelift“ (Modellpflege) des Coupés und des Cabrios im Jahre 2003 war auch bei diesen Modellen dieser Dieselmotor lieferbar.
Im April 2000 folgte das Cabriolet. Im Juni 2000 erschien mit dem 330i der erste M54-Motor, im Herbst wurden auch die anderen M52TU-Sechszylinder von leistungsstärkeren M54-Versionen abgelöst. Zusammen mit den M54-Motoren kamen auch die Modelle mit Allradantrieb mit der Zusatzbezeichnung xi (Ottomotor) oder xd (Dieselmotor).
Im Juni 2001 wurde der Compact auf Basis der E46-Reihe aufgelegt. Erstmals wurden Motoren mit der neuen Valvetronic verwendet, die zum wenige Monate später beginnenden neuen Modelljahr auch in den anderen E46-Varianten erschienen. Äußerlich unterscheidet sich der Compact am Heck und an der Front von den anderen Bauformen.
Der E46 war zu seiner Zeit eines der meistverkauften Fahrzeuge. Mit ihm wurden zudem bei BMW die modernen direkteinspritzenden Dieselmotoren eingeführt, die damals Maßstäbe in der Leistung und Laufkultur setzten. Im Vergleich zu seinem Vorgänger (E36) wurde die Fahrgastzelle wesentlich stabiler ausgelegt und somit die Unfallsicherheit erhöht.

### Produktionszeiträume
- Limousine (E46/4): April 1998 bis Februar 2005
- Coupé (E46/2): April 1999 bis Juni 2006
- Touring (E46/3): Oktober 1999 bis Juni 2005
- Cabrio (E46/2C): März 2000 bis Februar 2007
- Compact (E46/5): Juni 2001 bis Dezember 2004
- M3 Coupé (E46/2S): Juni 2000 bis Mai 2006
- M3 Cabrio (E46/2CS): April 2001 bis Juni 2006

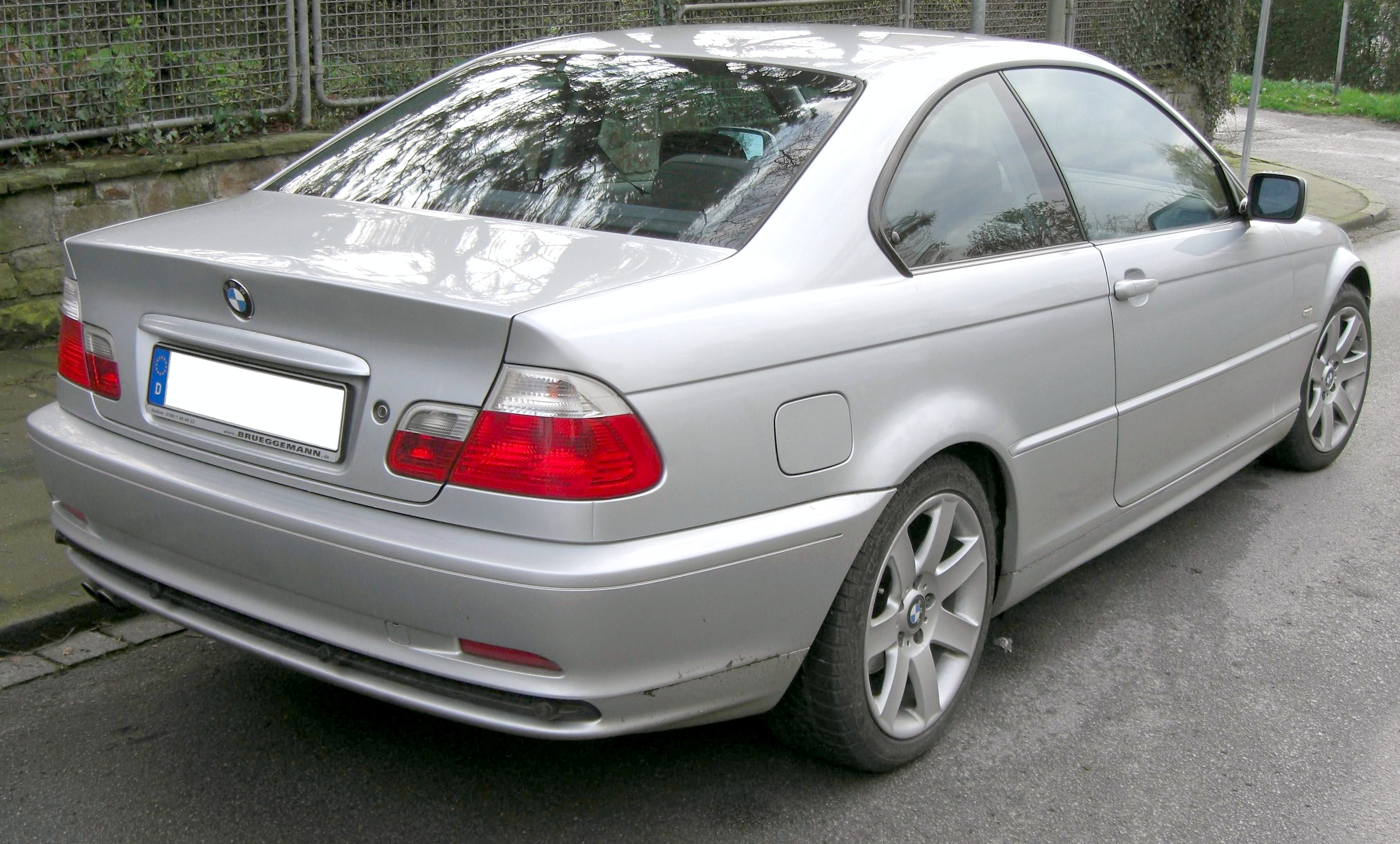
BMW 3er Coupé (1999–2003)
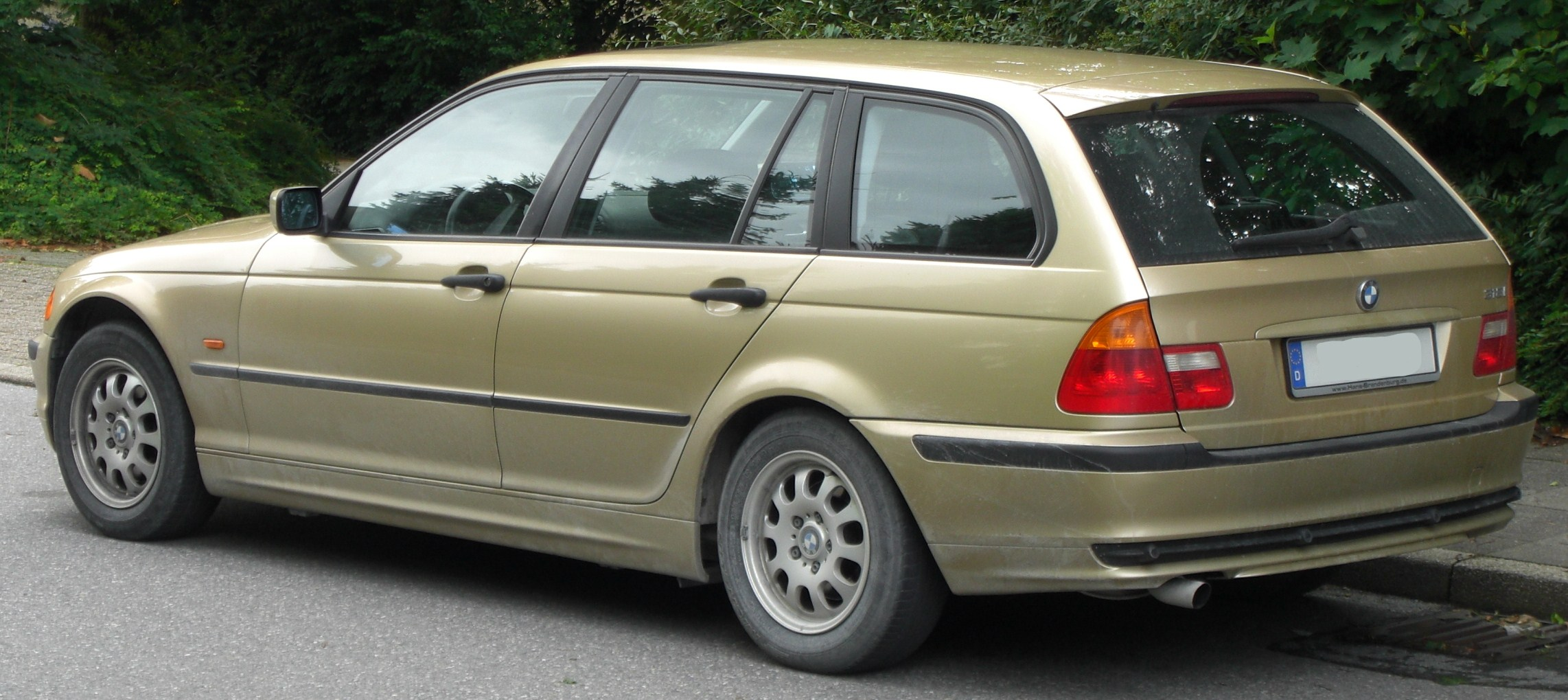
BMW 3er Touring (1999–2005)
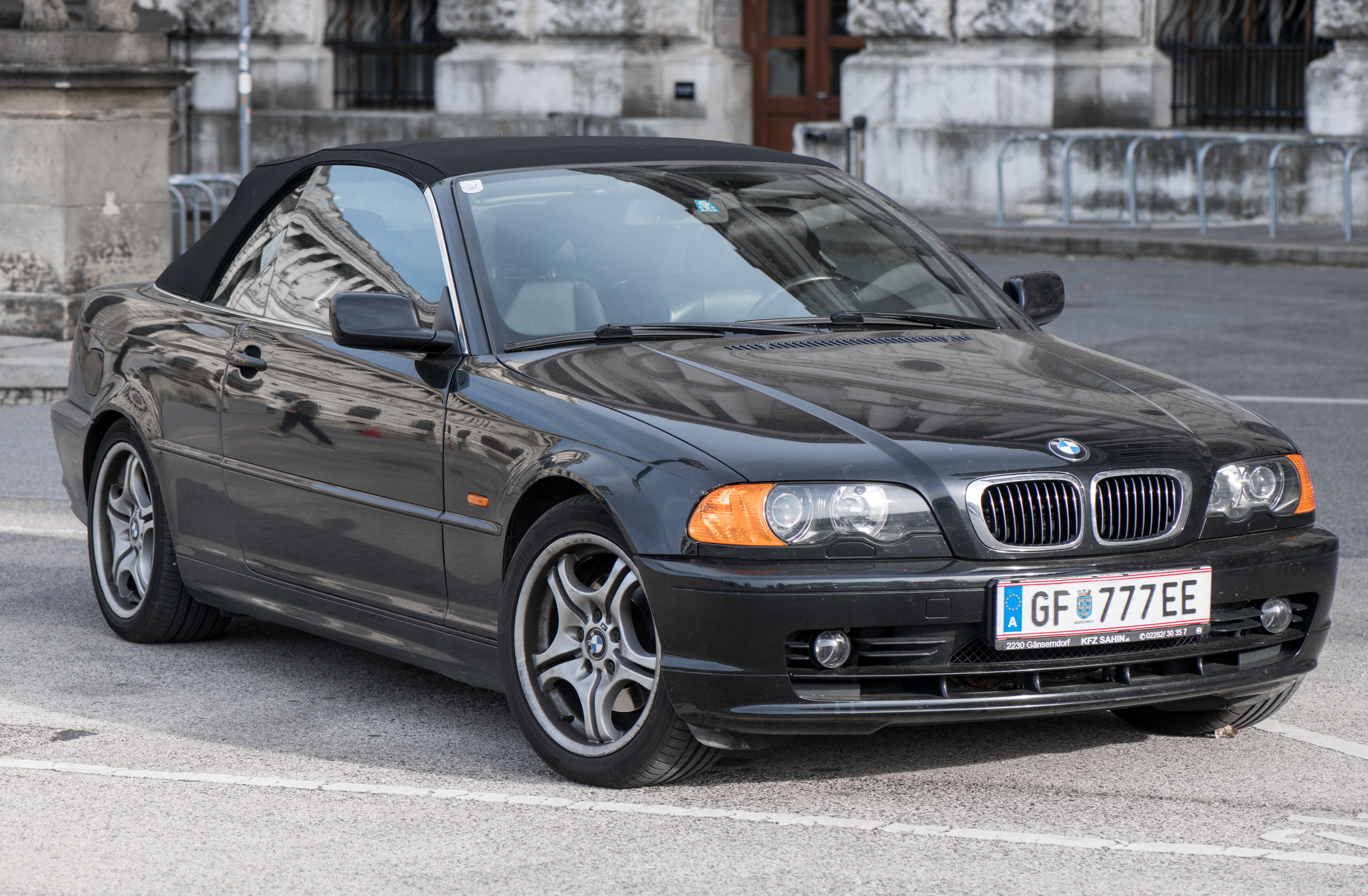
BMW 3er Cabriolet (2000–2003)
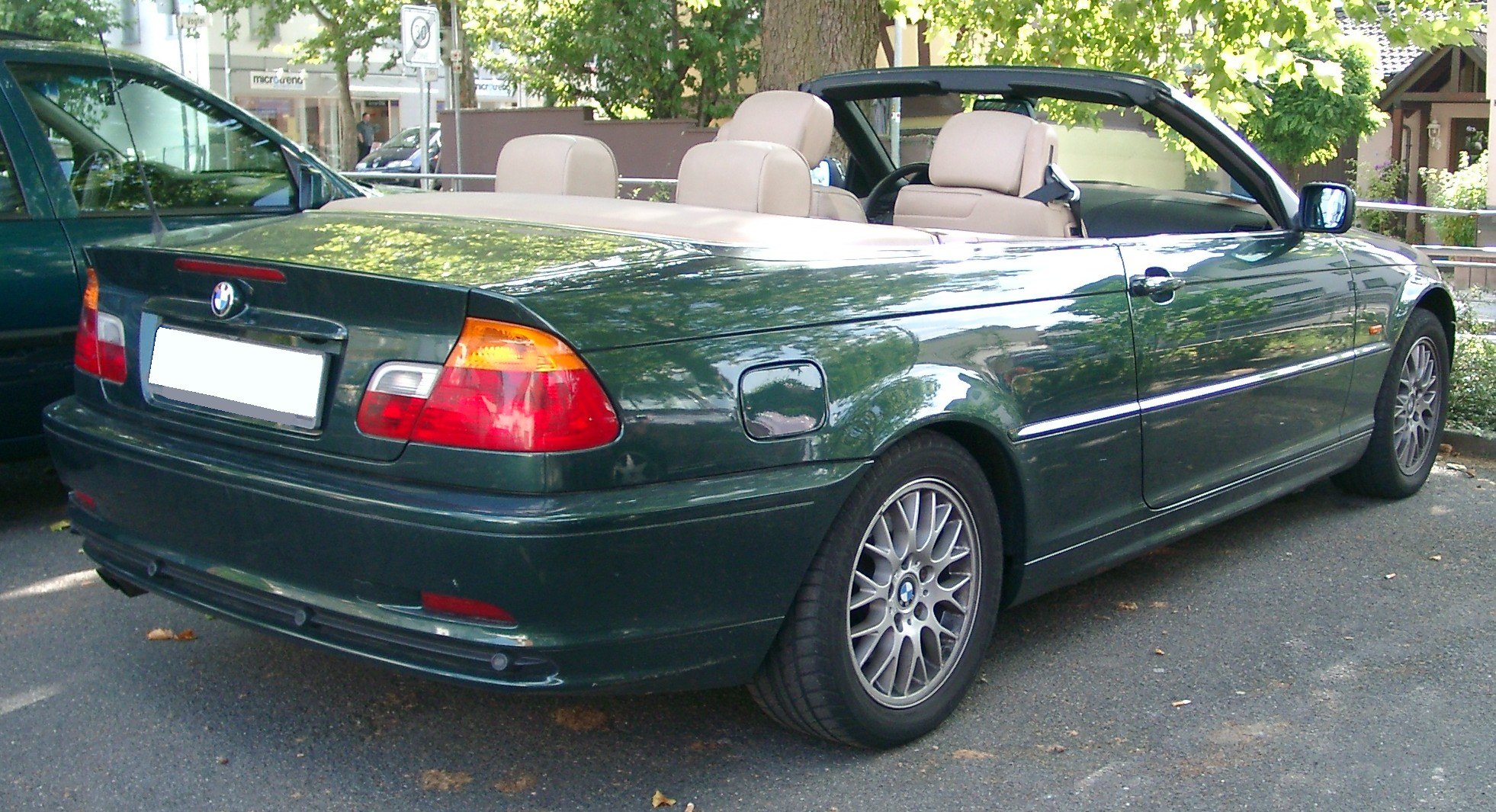
BMW 3er Cabriolet (2000–2003)
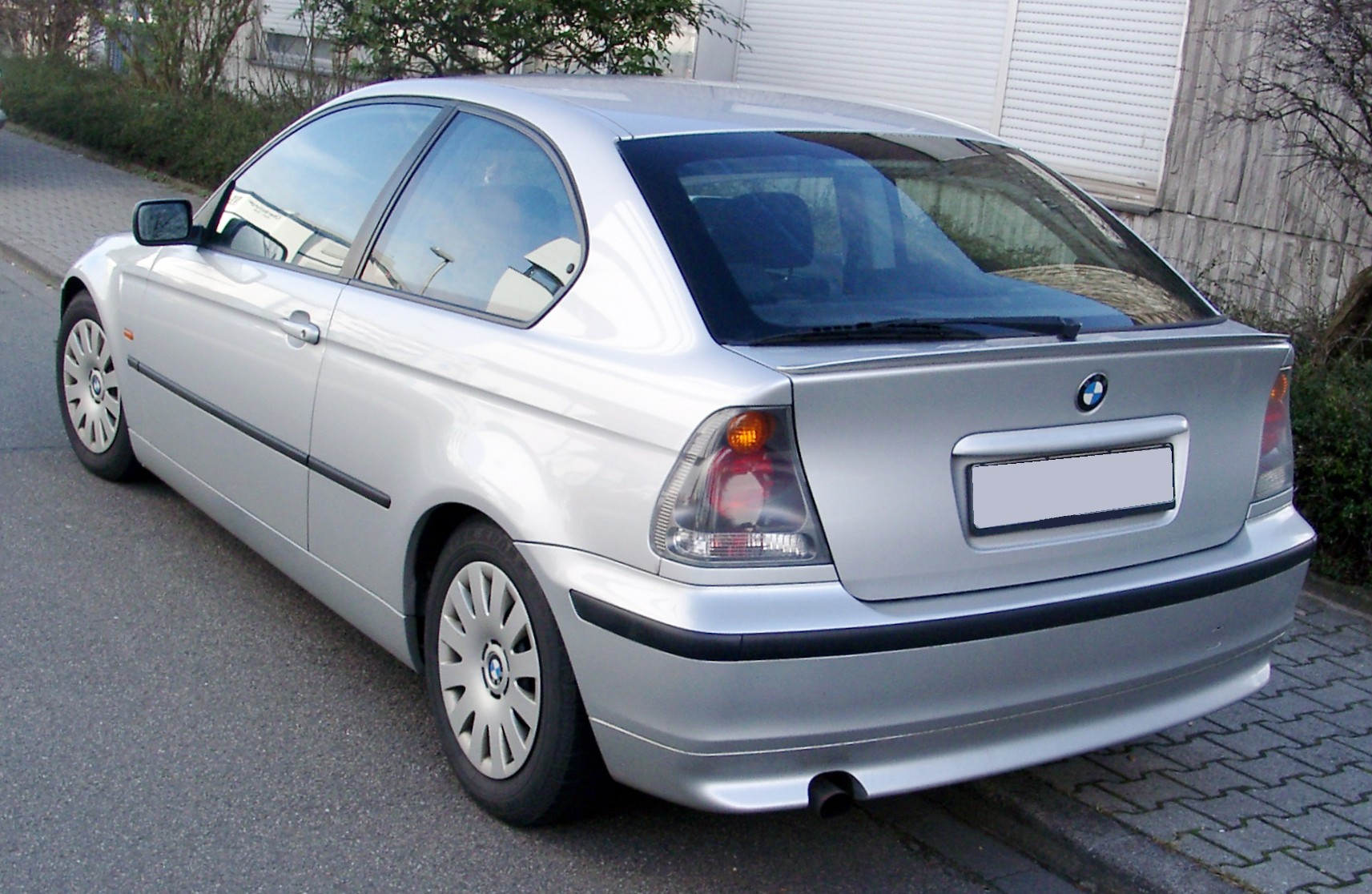
BMW 3er Compact (2001–2004)

### Modellpflege
Im September 2001 erhielten die Limousine und der Touring ein Facelift, wodurch sie dem ein Jahr zuvor modifizierten 5er ähnlicher wurden, jedoch noch keine Standlichtringe bekamen. Außerdem erschien eine neue Vierzylinder-Motoren-Generation mit der variablen Ventilsteuerung Valvetronic. Erkennbar ist die geliftete Version äußerlich vor allem an anders geformten Front- und Heckleuchten, den flacheren, breiteren und oben eckigeren BMW-Nieren, der jetzt nach außen laufenden Sicke auf der Motorhaube, sowie an den seitlichen Blinkern der Frontleuchten, deren auslaufenden Konturen von der Gürtellinie hoch auf die Schulterlinie des Fahrzeuges versetzt wurde.
Eine weitere wichtige, äußerlich jedoch nicht auf den ersten Blick sichtbare Überarbeitung betraf die Befestigung der Hinterachse an der Karosserie. Hier bildeten sich gehäuft – vor allem bei Fahrzeugen mit Sechszylindermotor aus den ersten Produktionsjahren – Risse, die eine sehr aufwendige und teure Instandsetzung erforderten (vollständige Demontage des Hecks und Austausch eines großen Karosserieteils). Als Vorbeugemaßnahme und Alternative zur Komplettreparatur bei noch nicht weit fortgeschrittener Rissbildung bot BMW eine Zeitlang das gezielte Verkleben der rissgefährdeten Bleche mit einem Spezialharz an.
Ein ESP (Elektronisches Stabilitätsprogramm) gab es nun ab September 2001 in allen Modellen serienmäßig.
Im März 2003 wurden Coupé und Cabriolet überarbeitet, ließen sich dennoch leicht von der Limousine unterscheiden. Für die Modelle M3 und M3 CSL gab es während der gesamten Bauzeit kein Facelift. Allein die Heckleuchten wurden gegen leicht veränderte Leuchten mit LED-Technik getauscht.
Im Zuge der Überarbeitungsmaßnahmen beim 3er wurden ab März 2003 auch die folgenden Motorvarianten auf manuelle 6-Gangschaltung umgestellt, anstatt vorher nur 5-Gang-Getriebe: 320d, 330d, 330i. Dies betraf alle so motorisierten Karosserievarianten, also Coupé, Cabrio, Touring und Limousine, und zudem den 325ti Compact. Die Getriebeabstufung und die Fahrleistungen blieben gleich, da der 6. Gang ein Schongang ist, der Drehzahl, Verbrauch, Verschleiß und Geräusch reduziert.
Die Preise aus dem Jahr 2004 reichten von 21.500 Euro für einen 3er Compact bis hin zu 85.000 Euro für den M3 CSL.
Auch der Compact kam im März 2003 in den Genuss einer Auffrischung. Sie sollte die ungewöhnlichen Klarglas-Rücklichter durch komplett rote Rücklichter entschärfen. Zusätzlich gab es nach außen hin gewölbte Seitenschweller und eine zusätzliche Sicke im Kofferraumdeckel.
Dennoch konnte der Compact der Baureihe E46 den Erfolg seines Vorgängers nicht wiederholen und wurde zum Flop. Seine Produktion wurde im Dezember 2004 nach nur etwas über drei Jahren Bauzeit eingestellt. BMW lernte später aus den Fehlern in der Marktpositionierung und entwickelte als Nachfolger den BMW 1er, eine eigenständige Baureihe, die gegen Audi A3 und VW Golf in der Kompaktklasse bestehen sollte.
Im März 2005 wurde der Nachfolger der Limousine (E90) eingeführt. Der Touring (E91) folgte im September 2005. Das Coupé (E92) kam im September 2006 und das Cabrio (E93) im März 2007 auf den Markt.

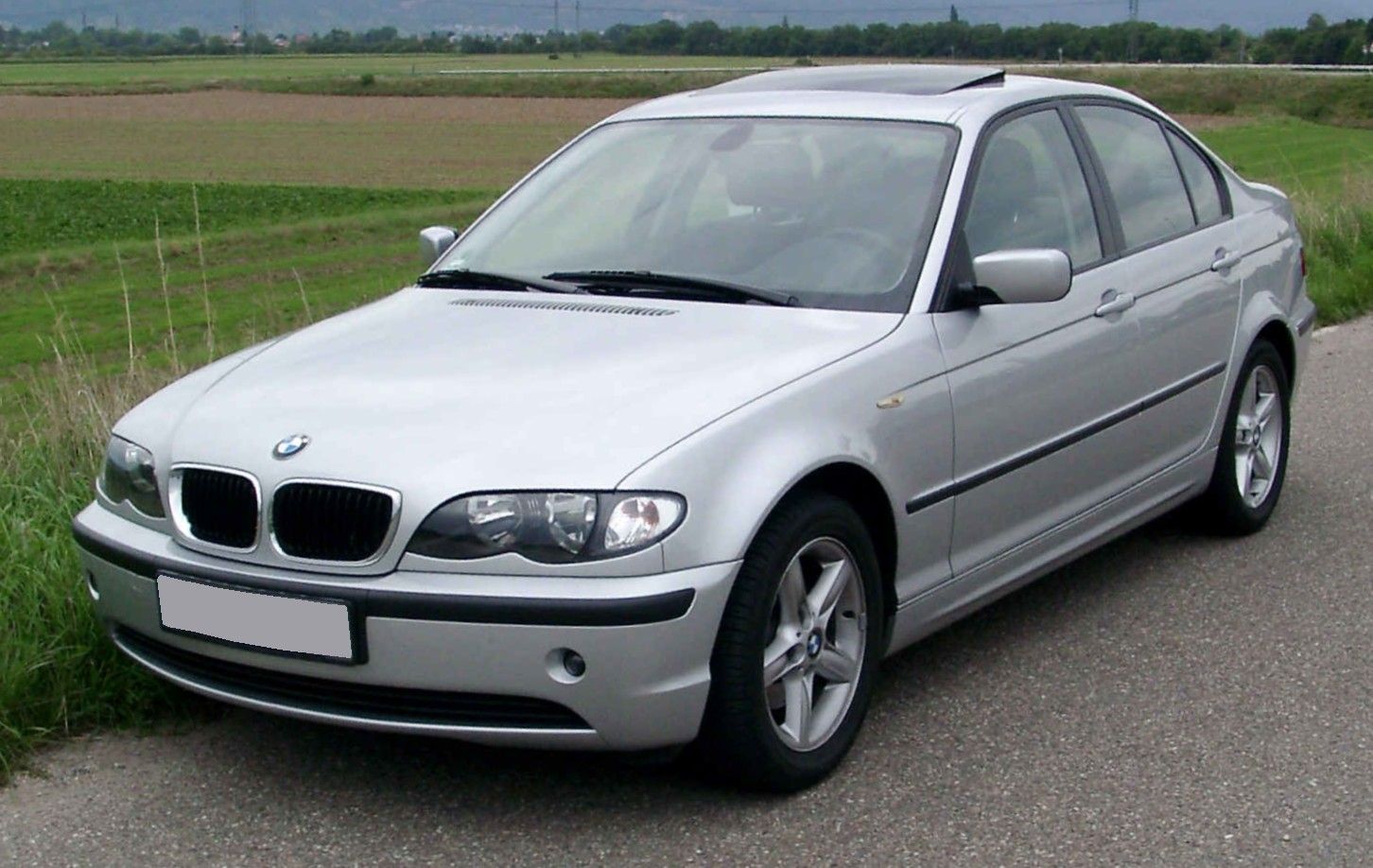
BMW 3er Limousine (2001–2005)
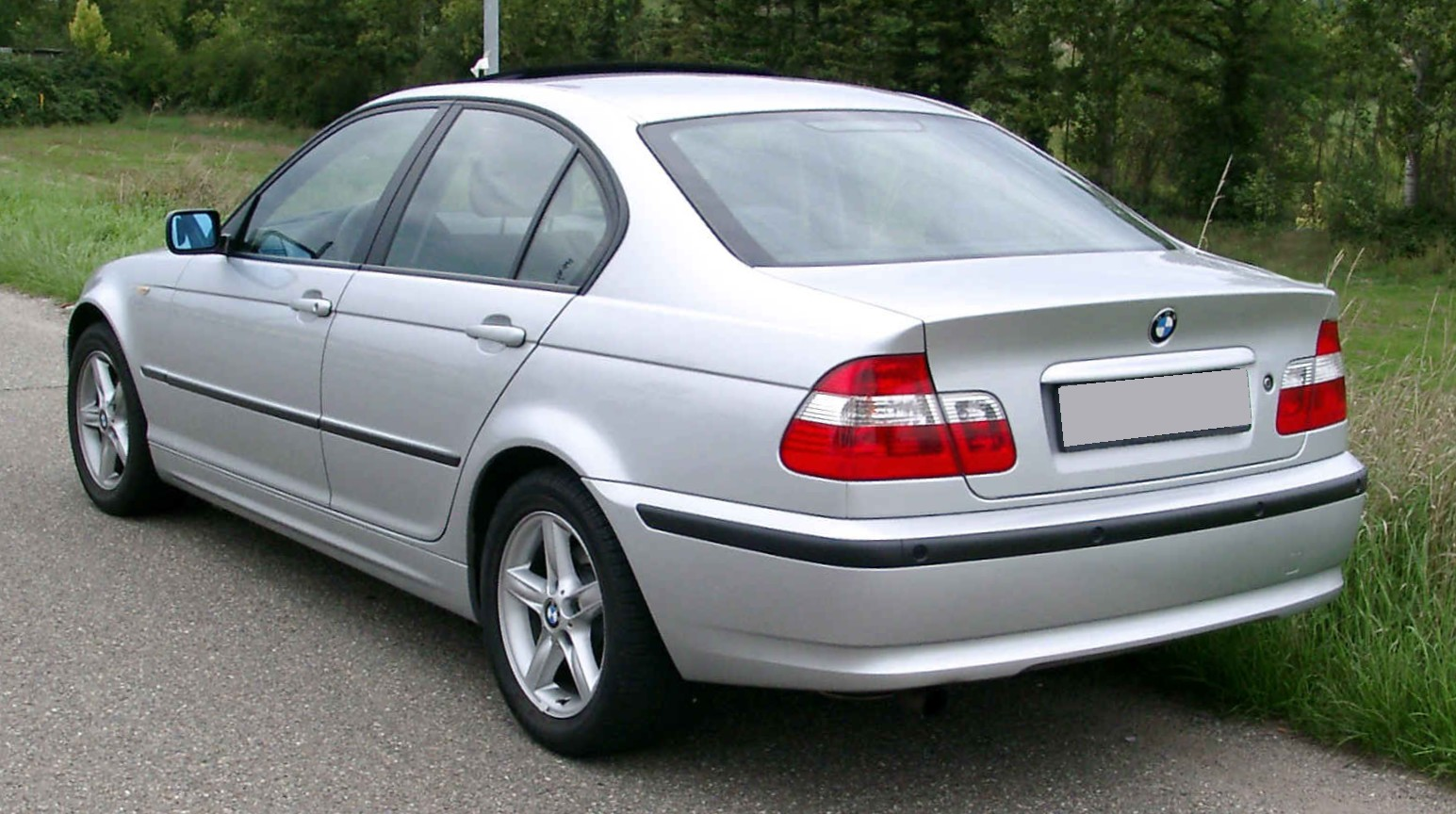
Heckansicht
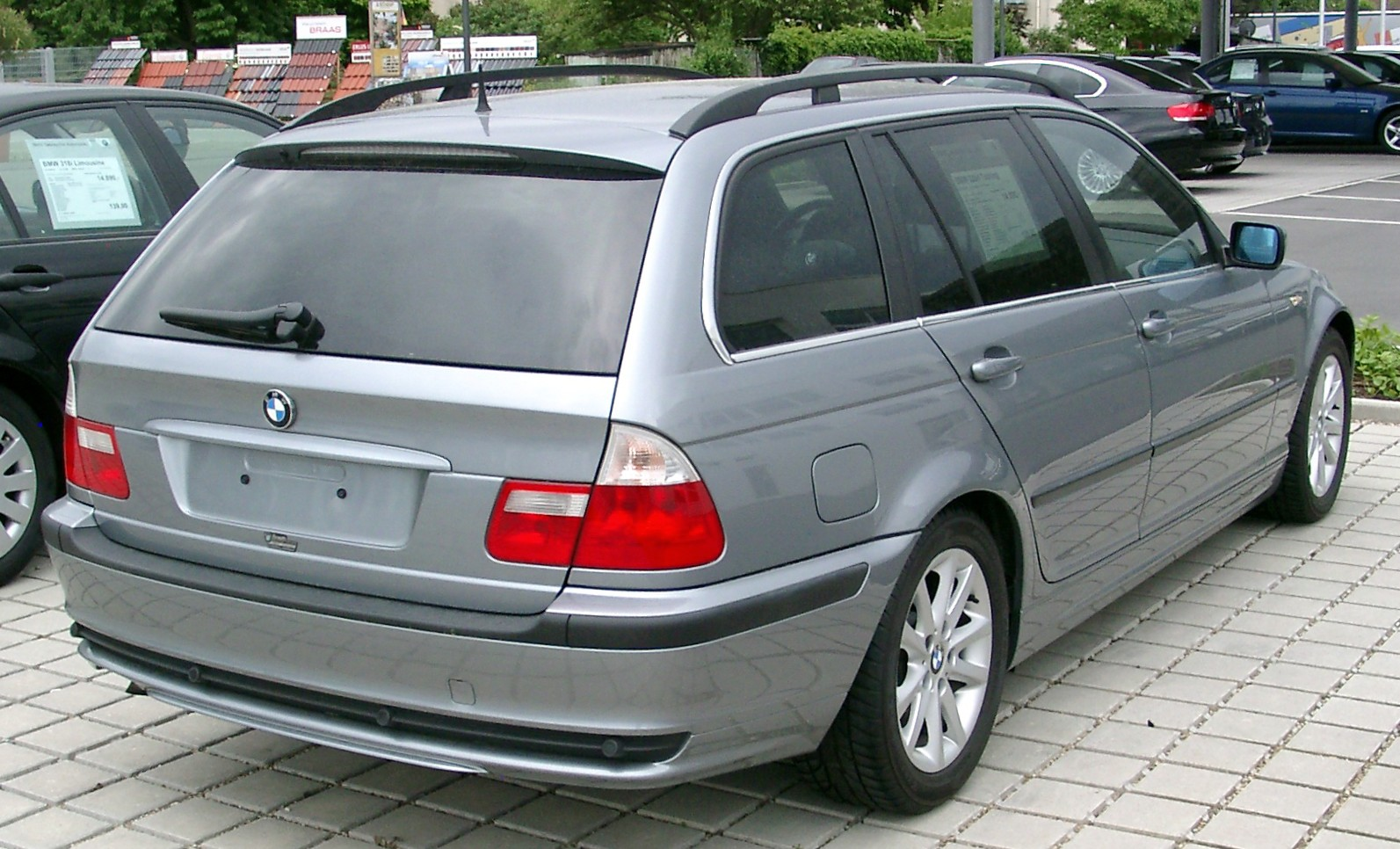
BMW 3er Touring (2001–2005)
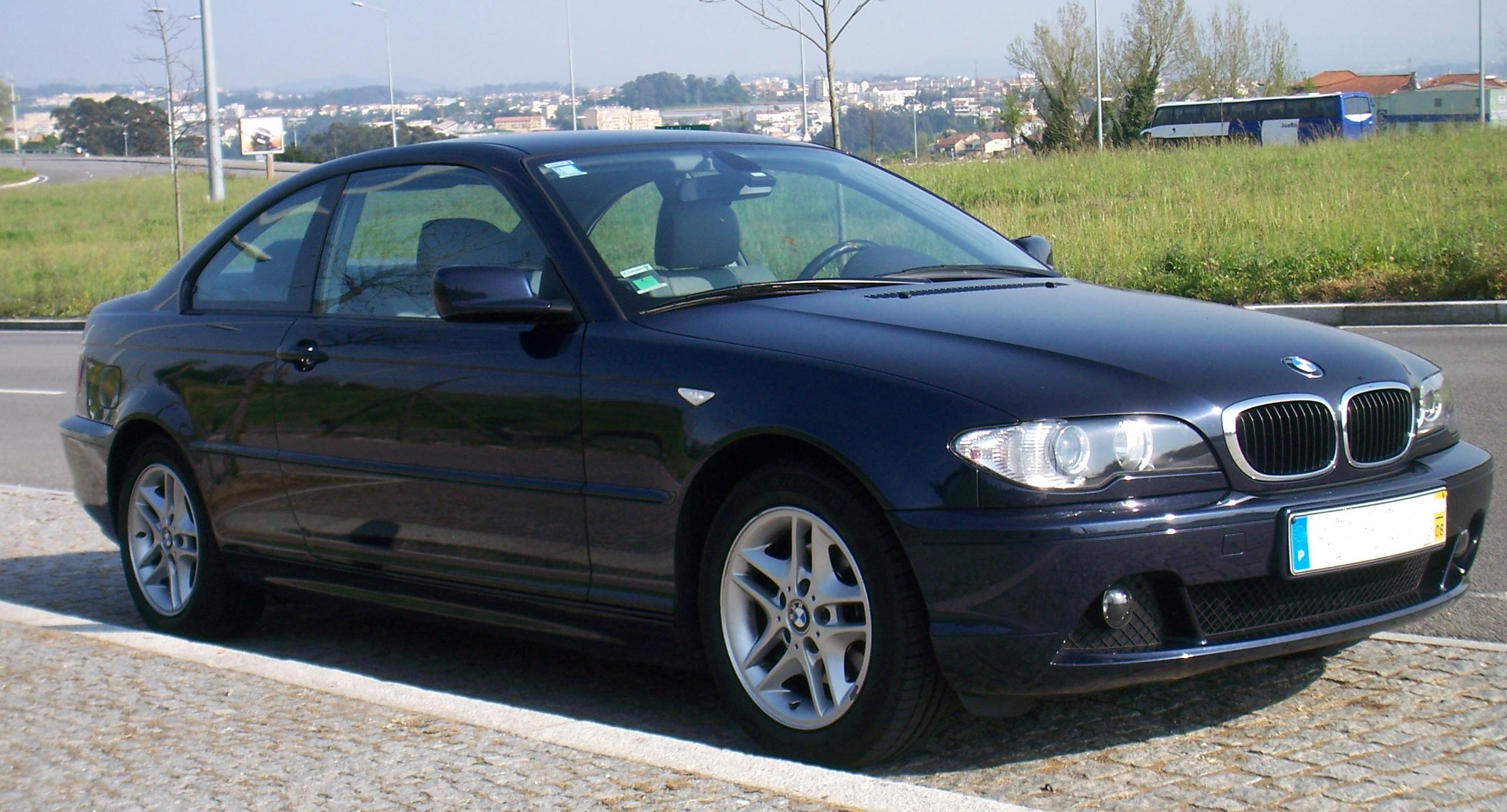
BMW 3er Coupé (2003–2006)
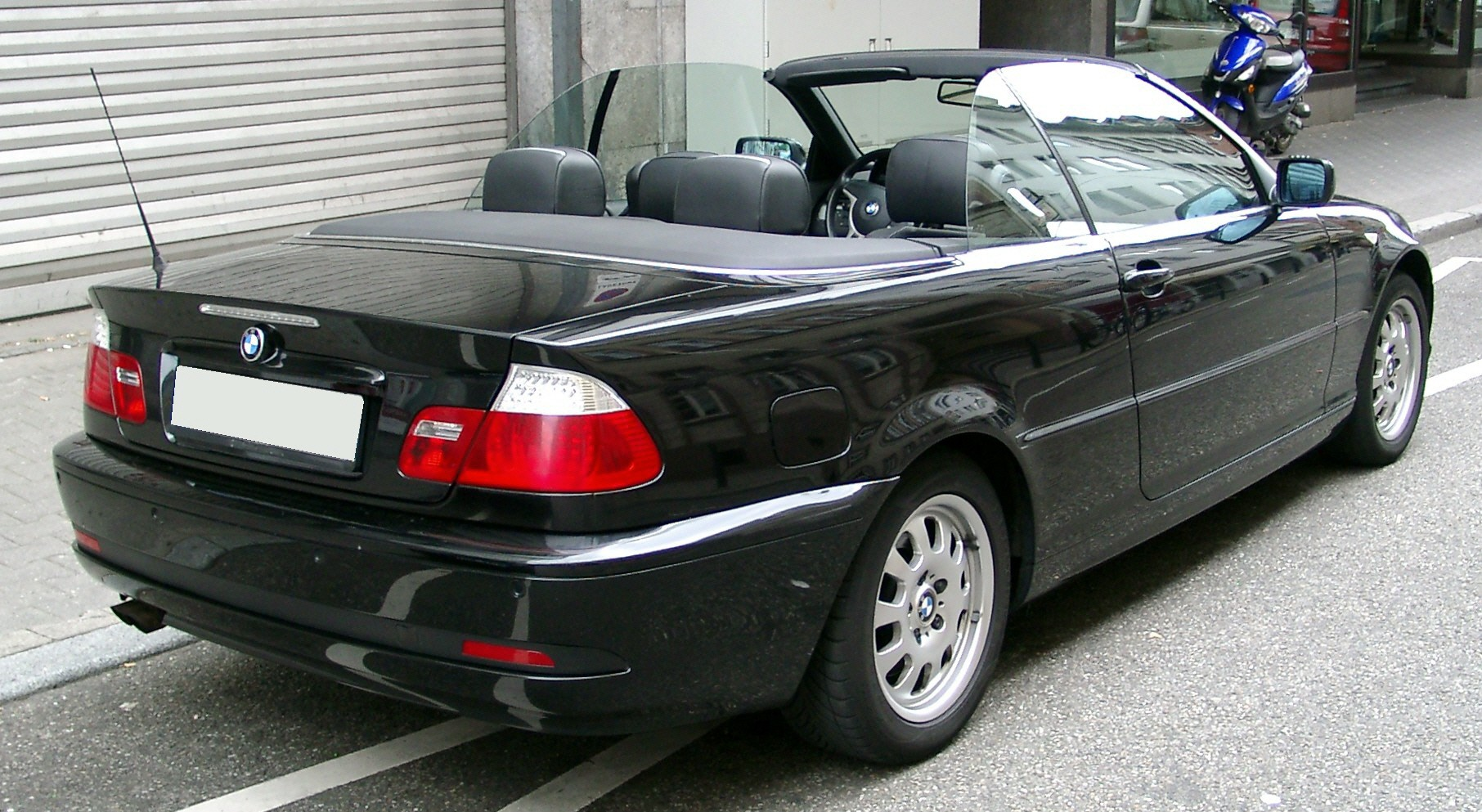
BMW 3er Cabrio (2003–2007)
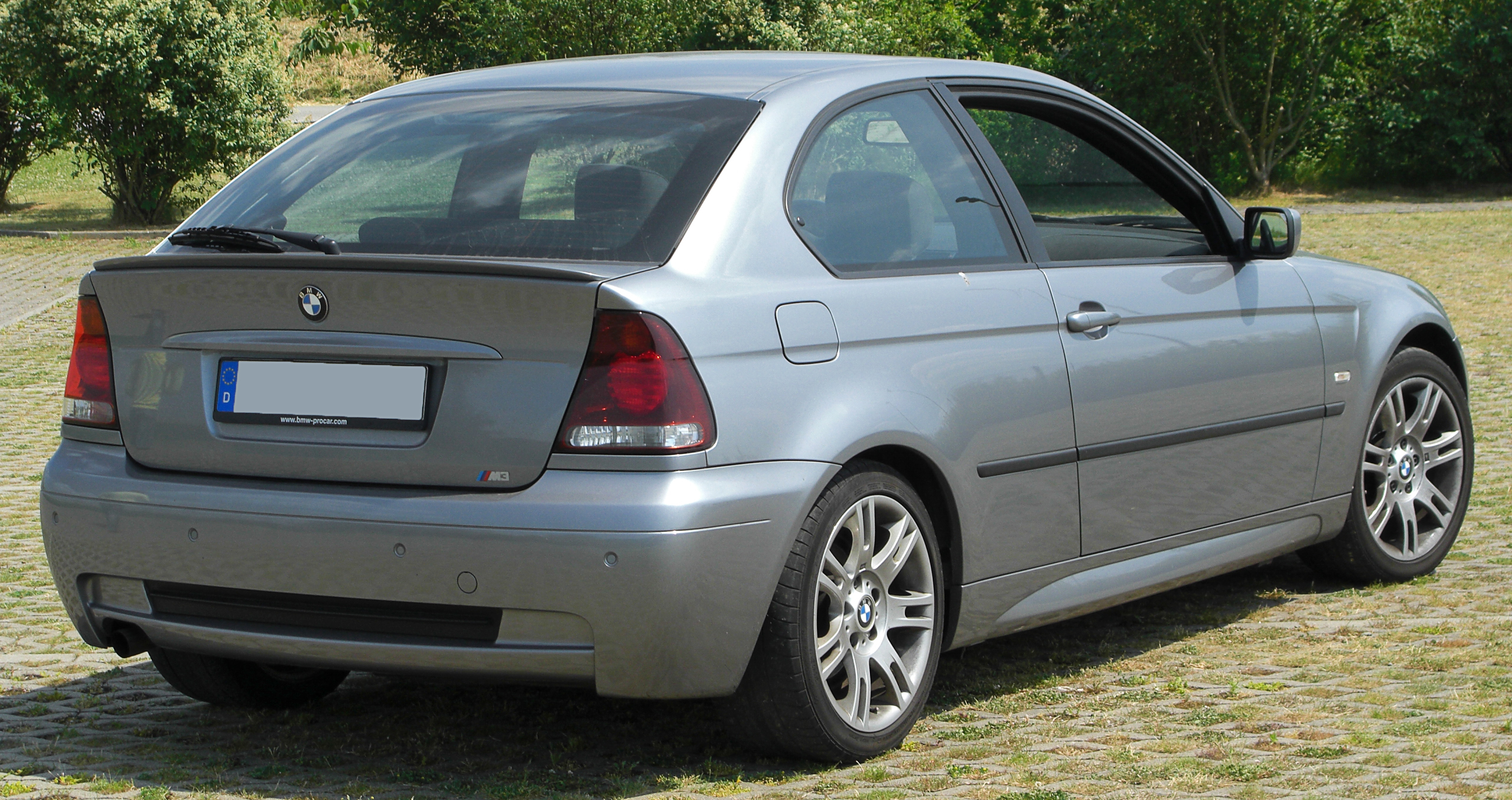
BMW 3er Compact (2003–2004)

Neben den genannten Versionen gab es den bei der BMW M GmbH in München leistungsgesteigerten Sportwagen M3. Im E46 Coupé und Cabriolet schöpft der M3 252 kW (343 PS) aus einem Sechszylinder-Reihenmotor mit Einzeldrosselklappeneinspritzung. In der gewichtsreduzierten, limitierten Version M3 CSL stehen 265 kW (360 PS) zur Verfügung.
Der BMW-Tuner Alpina setzte dagegen mit seinen E46-Versionen Alpina B3 und B3S (3,3-l-/3,4-l-Hubraum, 206 bzw. 224 kW/280 bzw. 305 PS) auf eine mehr komfortorientierte Sportlichkeit. Der Motor basiert auf dem der E36 US-M3-Version (S50USB30 und S52USB32 = gusseiserner Motorblock, Aluminium-Zylinderkopf mit zwei obenliegenden Nockenwellen und VANOS, eine Drosselklappe) der unter anderem mit Alpina-Kurbeltrieb und anderen Kolben modifiziert wurde. Diese Modelle waren auch als Limousine, Touring, Cabrio und Allrad lieferbar und sind nicht bei 250 km/h abgeregelt, sondern erreichen eine Höchstgeschwindigkeit von etwa 270 km/h.

## Innenraumvarianten

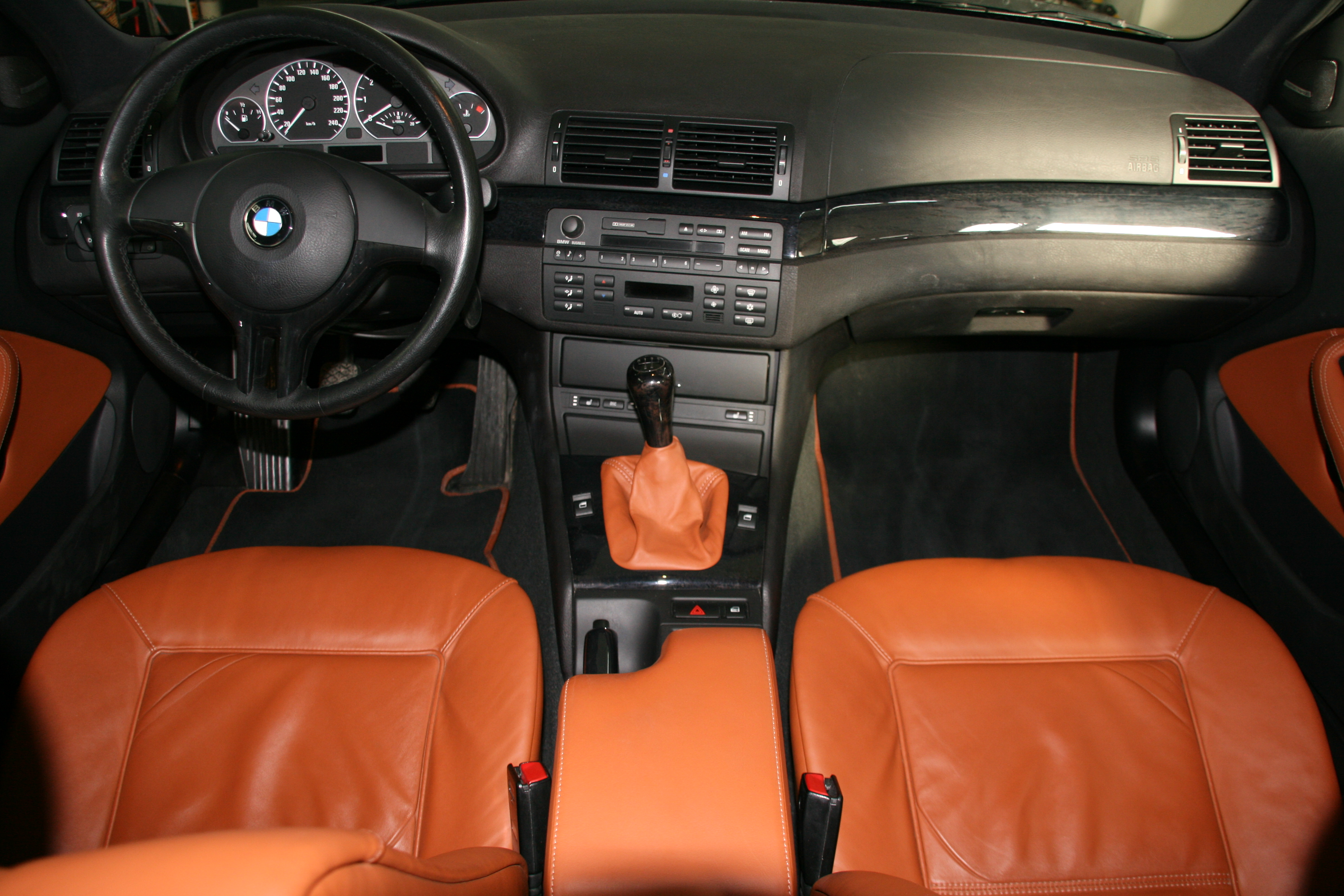
Armaturenbrett mit Radio „Business“ und Leder „Zimt“ mit Seriensitz der BMW Special Edition „Lifestyle“
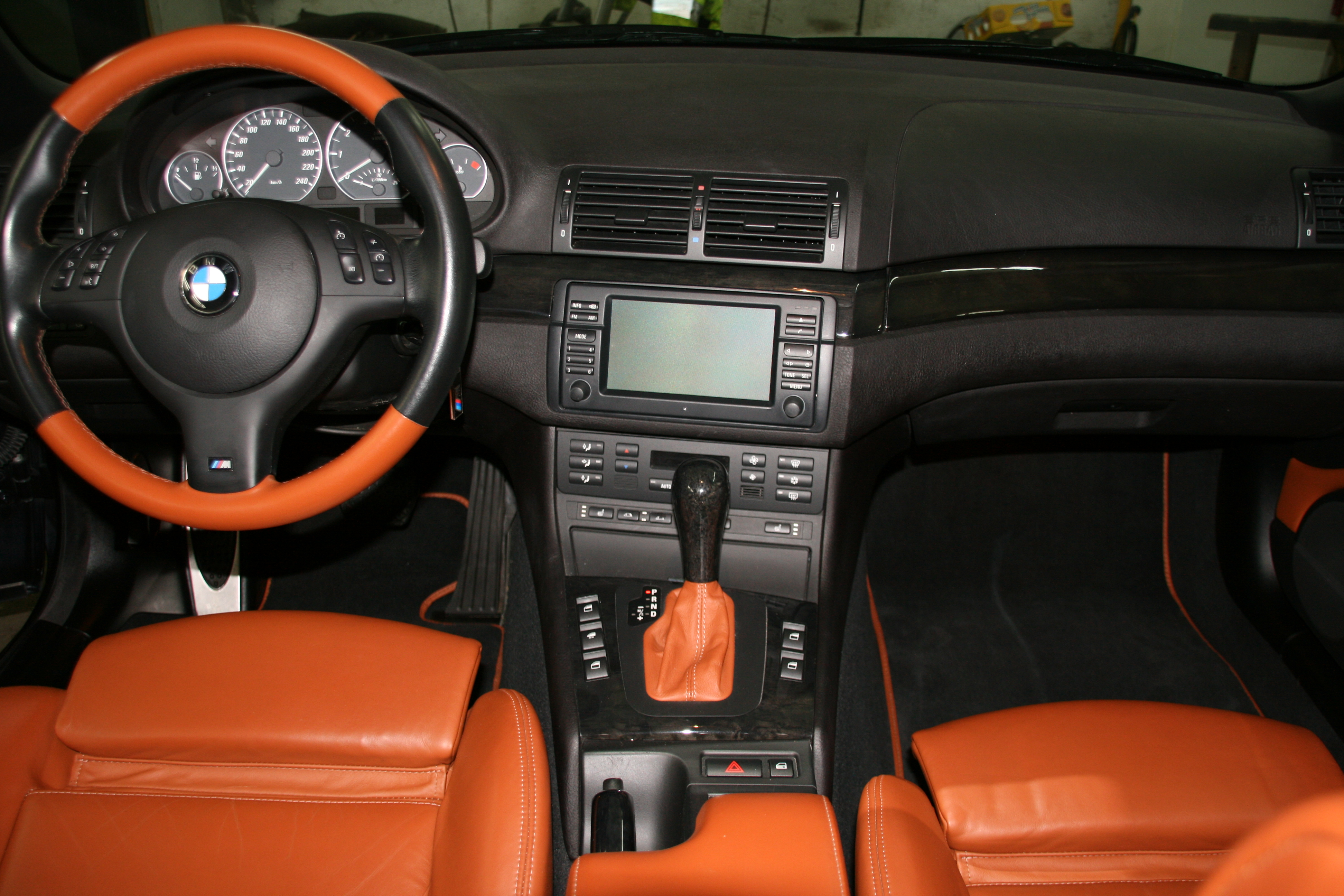
Armaturenbrett mit Navigationssystem Professional 16:9 und Leder „Zimt“ mit Sportsitz der BMW Special Edition „Sport“

## Schwachstellen
Wie jedes Fahrzeug hat auch der BMW E46 gewisse Schwachstellen bei der Konstruktion, wobei die meisten Probleme im Laufe der Jahre von BMW schrittweise verbessert und behoben wurden. Diese Schwachstellen sind unter anderem:
- Das Differential ist bei manchen Gebrauchtfahrzeugen undicht oder verschlissen und neigt dann im Schubbetrieb zum Heulen.
- Die Dieselmotoren des E46 sind zwar grundsätzlich sehr standfest, haben aber teilweise Probleme im Bereich des Turboladers und an den Common-Rail-Hochdruckpumpen (330d).
- Der 320d fällt mit häufig defekten Luftmassenmessern auf.
- Das Fahrwerk zeigt auf schlechten Straßen hohen Verschleiß an Federbeinlagern, Traggelenken, Querlenkerlagern und der Hinterachsaufhängung. Standfestere Bauteile gibt es im Ersatzteilhandel.
- Die Elektronik „spinnt“ gelegentlich im Bereich der Wegfahrsperre, auch Navigationssysteme und Telefone verursachen öfter Störungen.
- Vor allem beim Touring können sich oberhalb des Navigationsrechners im Kofferraum Kondenswassertropfen bilden, die die Elektronik des Rechners beschädigen können.
- Die Bremsanlage zeigt abhängig von der Fahrweise teilweise einen hohen Verschleiß.[3]
- An den Türdichtungen beim Coupé löst sich die Verklebung oder die Türdichtungen bekommen Risse.

Wie bereits weiter oben im Abschnitt „Modellpflege“ erwähnt, bildeten sich an der Befestigung der Hinterachse an der Karosserie Risse, die eine sehr aufwendige und teure Instandsetzung erforderten. Als Vorbeugemaßnahme und auch als Alternative zur Komplettreparatur bei noch nicht weit fortgeschrittener Rissbildung, bot BMW eine Zeitlang das gezielte Verkleben der rissgefährdeten Bleche mit einem Spezialharz an. Dieses Problem trat vor allem bei Fahrzeugen mit Sechszylindermotor aus den ersten Produktionsjahren auf und wurde durch BMW in der Modellpflege im September 2001 behoben.
Viele Kunden klagten laut Auto Bild des Weiteren über ein schüttelndes Lenkrad beim Bremsen sowie auf unebenen Strecken. Schuld daran sind jedoch angeblich weder eine defekte Lenkung noch die Bremsanlage, sondern die weiche Lagerung der vorderen Querlenker und die zu direkte Übersetzung der Lenkung.
Die Ingenieure der Prüfstelle Dekra ermitteln bei den Hauptuntersuchungen bei vier- bis fünfjährigen Fahrzeugen des E46 häufige Ausfälle der Feststellbremse. Die Ursache dafür ist, dass sich die Seilzüge längen und dann schwächeln. Überdurchschnittlich oft werden auch Probleme an der Radaufhängung bemängelt. Dekra schrieb zusammenfassend über den BMW E46 folgendes:

„Günstig ist der Kauf eines gebrauchten 3er-BMW nicht. Doch dafür kommt der Gebrauchtwagenkäufer in den Genuss typischer BMW-Vorzüge: Die Ausstattung fällt reichhaltig aus, die Qualität der Extras wie Lederpolster, Audioanlage und Dichtheit des Glasschiebedachs bleibt auch nach Jahren beanstandungsfrei und die Elektronik erweist sich als stets zuverlässig. Sie fiel weder den Pannendiensten noch den kritischen Blicken der Dekra-Prüfingenieure als ausfallträchtig auf.“

Die Vorderachse der Vierzylindermodelle fiel auch laut der Auto Zeitung beim Bremsen oft in leichte Schüttelbewegungen. Dieses Problem konnte BMW jedoch durch eine konstruktive Änderung an den Radlenkern und Kugelköpfen beheben.
Sicherheitsrelevante Probleme fielen am Bremspedal des BMW E46 auf. So versagte beispielsweise bei einem Testwagen der Auto Zeitung im Jahre 1999 das Pedalwerk. Durch eine fehlende Federklemme rutschte ein Bolzen aus seiner Führung und ließ somit das Bremspedal aushaken. Da dies kein Einzelfall war, reagierte BMW mit einer Rückrufaktion und besserte alle betroffenen Fahrzeuge nach.
Die Bremswirkung an sich gilt beim 3er als gut. Allerdings werden Gebrauchtwagenkäufern häufig Bremstests empfohlen, um anhand rubbelnder Geräusche von der Bremsanlage verzogene Bremsscheiben zu erkennen. Diese meist durch Überhitzung unbrauchbar gewordenen Scheiben müssen dann getauscht werden.
Alle Triebwerke des E46 erweisen sich als robust und langlebig. Einige Probleme wegen des kräftigen Anfahrdrehmoments gab es bei den in den ersten beiden Produktionsjahren ausgelieferten 320d. Das hohe Drehmoment überforderte die Kupplung, ließ sie beim Einkuppeln rupfen und deshalb schnell verschleißen.
Bei den Ottomotoren registriert der ADAC häufiger Ausfälle auf Grund defekter Kühler, die meist durch Steinschlag beschädigt werden und leck werden können. Ein zu geringer Kühlmittelstand kann zudem zu Ausfällen wegen durchgebrannter Zylinderkopfdichtungen führen. Eventuelle Startprobleme durch feuchte Zündkerzen wurden ab dem Modelljahr 1999 korrigiert, indem eine neue Generation von Zündkerzen eingebaut wurde.
Ein Gutachter des TÜV Süd fasst die Schwachstellen des BMW E46 folgendermaßen zusammen:

„Die Schwächen des Fahrwerks führen auch in unserer Statistik zu einem unterdurchschnittlichen Abschneiden des E46. Schade, denn in den meisten anderen Bereichen ist der 3er top. Davon ausnehmen müssen wir nur die Handbremse, die gelegentlich Wirkung vermissen lässt, vor allem aber oft ungleichmäßig zieht. Großes Lob hingegen für die Scheinwerfer, die deutlich seltener als beim Vorgänger Grund zur Beanstandung geben.“

Des Weiteren sind zwei Schwachstellen bei den E46-Modellen speziell bei Dieselmotoren zu verzeichnen. Die erste Schwachstelle sind die Drallklappen in der Ansaugbrücke; diese können sich lösen und fallen dann in den Brennraum, wo sie den Motor komplett zerstören; teilweise passiert das schon ab 80.000 km Laufleistung. Nach dem Ablauf der Garantie bei 100.000 km drohen dem Fahrzeughalter Reparaturkosten zwischen 3500 und 4000 €. Um einen Motorschaden zu vermeiden, gehen immer mehr Halter dazu über, die Drallklappen stillzulegen oder zu entfernen. Die entstehenden Öffnungen werden mit sogenannten Drallklappenstopfen verschlossen. Diese werden hauptsächlich aus Aluminium oder GFK hergestellt.
Die andere Schwachstelle ist das Automatikgetriebe beim Diesel. Der 330d leistet ein Drehmoment von 410 Nm, das Automatikgetriebe hält jedoch nur maximal 390 Nm aus. Die Folge davon sind oft Getriebeschäden zwischen 100.000 km und 150.000 km. Auch hier greift die Garantie von BMW nicht mehr.
In den letzten Jahren gab es in diversen BMW-Foren vermehrt Meldungen über Probleme an der Zentralverriegelung, insbesondere bei älteren Baujahren. Ursache waren meist verschlissene Relais auf der Platine des Grundmoduls der Zentralverriegelung. Diese können jedoch auch einzeln ersetzt werden, so dass ein Austausch des Grundmoduls in den meisten Fällen nicht erforderlich ist. Inzwischen haben sich einige kleine Firmen auf den Austausch der Relais spezialisiert und bieten diese als externe Dienstleistung an.
Die meisten oben genannten Schwachstellen wurden nach und nach behoben. Besonders beliebt auf dem Gebrauchtmarkt sind nämlich die letzten Baujahre (Facelift). Folglich behalten sie einen sehr guten Wert, insbesondere in der Variante Coupé und wenn sie mit einem 6-Zylinder-Triebwerk motorisiert sind.

## Motorisierungen

### Ottomotoren

#### Vierzylinder-Ottomotoren
| Modell (1)                      | Modell (1)                | 316i                     | 318i/Ci                  | 316i/Ci/ti (2)           | 316i/Ci/ti (2)           | 316i/ti                  | 318i/Ci/ti               | 318Ci                    |
| ------------------------------- | ------------------------- | ------------------------ | ------------------------ | ------------------------ | ------------------------ | ------------------------ | ------------------------ | ------------------------ |
| Bauzeitraum (3)                 | Bauzeitraum (3)           | 03/1998 – 08/2001        | 03/1998 – 08/2001        | 06/2001 – 02/2004        | 09/2003 – 05/2006        | 08/2001 – 06/2005        | 08/2001 – 02/2007        | 03/2005 – 02/2007        |
| Motorbauart                     | Motorbauart               | R4                       | R4                       | R4                       | R4                       | R4                       | R4                       | R4                       |
| Motortyp                        | Motortyp                  | M43TÜ B19 UL             | M43TÜ B19 OL             | N40 B16                  | N45 B16O1                | N42 B18, N46 B18 (4)     | N42 B20, N46 B20 (4)     | N46 B20                  |
| Hubraum                         | Hubraum                   | 1895 cm³                 | 1895 cm³                 | 1596 cm³                 | 1596 cm³                 | 1796 cm³                 | 1995 cm³                 | 1995 cm³                 |
| variable Ventilsteuerung        | variable Ventilsteuerung  | –                        | –                        | –                        | –                        | Valvetronic              | Valvetronic              | Valvetronic              |
| max. Leistung bei 1/min         | max. Leistung bei 1/min   | 77 kW (105 PS)/ 5300     | 87 kW (118 PS)/ 5500     | 85 kW (116 PS)/ 6100     | 85 kW (116 PS)/ 6000     | 85 kW (116 PS)/ 5500     | 105 kW (143 PS)/ 6000    | 110 kW (150 PS)/ 6200    |
| max. Drehmoment bei 1/min       | max. Drehmoment bei 1/min | 165 Nm/ 2500             | 180 Nm/ 3900             | 150 Nm/ 4300             | 150 Nm/ 4300             | 175 Nm/ 3750             | 200 Nm/ 3750             | 200 Nm/ 3600             |
| Getriebe, serienmäßig           | Getriebe, serienmäßig     | 5-Gang-Schaltgetriebe    | 5-Gang-Schaltgetriebe    | 5-Gang-Schaltgetriebe    | 5-Gang-Schaltgetriebe    | 5-Gang-Schaltgetriebe    | 5-Gang-Schaltgetriebe    | 5-Gang-Schaltgetriebe    |
| Getriebe, optional              | Getriebe, optional        | 4-Gang-Automatikgetriebe | 4-Gang-Automatikgetriebe | 5-Gang-Automatikgetriebe | 5-Gang-Automatikgetriebe | 5-Gang-Automatikgetriebe | 5-Gang-Automatikgetriebe | 5-Gang-Automatikgetriebe |
| Antrieb, serienmäßig            | Antrieb, serienmäßig      | Hinterradantrieb         | Hinterradantrieb         | Hinterradantrieb         | Hinterradantrieb         | Hinterradantrieb         | Hinterradantrieb         | Hinterradantrieb         |
| Beschleunigung, 0–100 km/h in s | Limousine                 | 12,4 [13,6]              | 10,4 [12,2]              | —                        | —                        | 10,9 [11,9]              | 9,3 [10,2]               | —                        |
| Beschleunigung, 0–100 km/h in s | Touring                   | —                        | 10,9 [12,6]              | —                        | —                        | 11,2 [12,2]              | 9,6 [10,5]               | —                        |
| Beschleunigung, 0–100 km/h in s | Compact                   | —                        | —                        | —                        | —                        | 10,9 [11,9]              | 9,3 [10,2]               | —                        |
| Beschleunigung, 0–100 km/h in s | Coupé                     | —                        | 10,4 [12,2]              | —                        | —                        | —                        | 9,3 [10,2]               | 9,2 [10,1]               |
| Beschleunigung, 0–100 km/h in s | Cabrio                    | —                        | —                        | —                        | —                        | —                        | 10,4 [11,2]              | 10,3 [11,2]              |
| Höchstgeschwindigkeit in km/h   | Limousine                 | 200 [194]                | 206 [202]                | —                        | —                        | 206 [200]                | 218 [214]                | —                        |
| Höchstgeschwindigkeit in km/h   | Touring                   | —                        | 202 [196]                | —                        | —                        | 200 [194]                | 213 [209]                | —                        |
| Höchstgeschwindigkeit in km/h   | Compact                   | —                        | —                        | —                        | —                        | 201 [196]                | 214 [211]                | —                        |
| Höchstgeschwindigkeit in km/h   | Coupé                     | —                        | 206 [202]                | —                        | —                        | —                        | 218 [214]                | 219 [215]                |
| Höchstgeschwindigkeit in km/h   | Cabrio                    | —                        | —                        | —                        | —                        | —                        | 206 [206]                | 207 [207]                |
| Kraftstoffverbrauch in l/100 km | Limousine                 | 7,8 [8,9]                | 7,9 [9,1]                | —                        | —                        | 7,1 [8,0]                | 7,2 [8,1]                | —                        |
| Kraftstoffverbrauch in l/100 km | Touring                   | —                        | 8,1 [9,3]                | —                        | —                        | 7,3 [8,1]                | 7,4 [8,2]                | —                        |
| Kraftstoffverbrauch in l/100 km | Compact                   | —                        | —                        | —                        | —                        | 7,0 [7,8]                | 7,4 [8,0]                | —                        |
| Kraftstoffverbrauch in l/100 km | Coupé                     | —                        | 7,9 [9,1]                | —                        | —                        | —                        | 7,2 [8,1]                | 7,4 [8,1]                |
| Kraftstoffverbrauch in l/100 km | Cabrio                    | —                        | —                        | —                        | —                        | —                        | 7,7 [8,4]                | 7,8 [8,4]                |
| Tankinhalt                      | Tankinhalt                | 63 l                     | 63 l                     | 63 l                     | 63 l                     | 63 l                     | 63 l                     | 63 l                     |

Werte ohne Klammern gelten für Schaltgetriebe, Werte in runden Klammern ( ) für den Allradantrieb, Werte in eckigen Klammern [ ] für Automatikgetriebe.

#### Sechszylinder-Ottomotoren
| Modell (1)                      | Modell (1)                | 320i/Ci                      | 320i/Ci                      | 323i/Ci                      | 325i/Ci/ti/xi                | 328i/Ci                      | 330i/Ci/xi                   |
| ------------------------------- | ------------------------- | ---------------------------- | ---------------------------- | ---------------------------- | ---------------------------- | ---------------------------- | ---------------------------- |
| Bauzeitraum (2)                 | Bauzeitraum (2)           | 03/1998 – 09/2000            | 09/2000 – 02/2007            | 03/1998 – 09/2000            | 09/2000 – 02/2007            | 03/1998 – 06/2000            | 09/1999 – 08/2006            |
| Motorbauart                     | Motorbauart               | R6                           | R6                           | R6                           | R6                           | R6                           | R6                           |
| Motortyp                        | Motortyp                  | M52TÜ B20                    | M54 B22                      | M52TÜ B25                    | M54 B25                      | M52TÜ B28                    | M54 B30                      |
| Hubraum                         | Hubraum                   | 1991 cm³                     | 2171 cm³                     | 2494 cm³                     | 2494 cm³                     | 2793 cm³                     | 2979 cm³                     |
| max. Leistung bei 1/min         | max. Leistung bei 1/min   | 110 kW (150 PS)/ 5900        | 125 kW (170 PS)/ 6100        | 125 kW (170 PS)/ 5500        | 141 kW (192 PS)/ 6000        | 142 kW (193 PS)/ 5500        | 171 kW (231 PS)/ 5900        |
| max. Drehmoment bei 1/min       | max. Drehmoment bei 1/min | 190 Nm/ 3500                 | 210 Nm/ 3500                 | 245 Nm/ 3500                 | 245 Nm/ 3500                 | 280 Nm/ 3500                 | 300 Nm/ 3500                 |
| Getriebe, serienmäßig           | Getriebe, serienmäßig     | 5-/6-Gang-Schaltgetriebe (3) | 5-/6-Gang-Schaltgetriebe (3) | 5-/6-Gang-Schaltgetriebe (3) | 5-/6-Gang-Schaltgetriebe (3) | 5-/6-Gang-Schaltgetriebe (3) | 5-/6-Gang-Schaltgetriebe (3) |
| Getriebe, optional              | Getriebe, optional        | 5-Gang-Automatikgetriebe     | 5-Gang-Automatikgetriebe     | 5-Gang-Automatikgetriebe     | 5-Gang-Automatikgetriebe     | 5-Gang-Automatikgetriebe     | 5-Gang-Automatikgetriebe     |
| Antrieb, serienmäßig            | Antrieb, serienmäßig      | Hinterradantrieb             | Hinterradantrieb             | Hinterradantrieb             | Hinterradantrieb             | Hinterradantrieb             | Hinterradantrieb             |
| Antrieb, optional               | Antrieb, optional         | —                            | —                            | —                            | Allradantrieb                | —                            | Allradantrieb                |
| Beschleunigung, 0–100 km/h in s | Limousine                 | 9,9 [10,9]                   | 8,3 [9,3]                    | 8,0 [9,0]                    | 7,2 [8,3] (7,5 [8,6])        | 7,0 [8,1]                    | 6,5 [7,0] (6,6 [7,4])        |
| Beschleunigung, 0–100 km/h in s | Touring                   | 10,2 [11,4]                  | 8,5 [9,6]                    | —                            | 7,5 [8,6] (7,7 [8,8])        | 7,3 [8,4]                    | 6,7 [7,2] (6,8 [7,6])        |
| Beschleunigung, 0–100 km/h in s | Compact                   | —                            | —                            | —                            | 7,1 [8,3]                    | —                            | —                            |
| Beschleunigung, 0–100 km/h in s | Coupé                     | 9,9 [10,9]                   | 8,2 [9,3]                    | 8,0 [9,0]                    | 7,2 [8,3]                    | 7,0 [8,1]                    | 6,5 [7,0]                    |
| Beschleunigung, 0–100 km/h in s | Cabrio                    | —                            | 8,8 [10,2]                   | 8,6                          | 8,0 [9,1]                    | —                            | 6,9 [7,5]                    |
| Höchstgeschwindigkeit in km/h   | Limousine                 | 219 [216]                    | 226 [223]                    | 231 [228]                    | 240 [237] (234 [231])        | 240 [235]                    | 250 (4) [247] (247 [242])    |
| Höchstgeschwindigkeit in km/h   | Touring                   | 214 [211]                    | 224 [221]                    | —                            | 237 [234] (231 [228])        | 237 [232]                    | 250 (4) [243] (243 [238])    |
| Höchstgeschwindigkeit in km/h   | Compact                   | —                            | —                            | —                            | 235 [232]                    | —                            | —                            |
| Höchstgeschwindigkeit in km/h   | Coupé                     | 221 [218]                    | 226 [223]                    | 233 [230]                    | 240 [237]                    | 242 [237]                    | 250 (4) [247]                |
| Höchstgeschwindigkeit in km/h   | Cabrio                    | —                            | 222 [219]                    | 225                          | 234 [230]                    | —                            | 247 [240]                    |
| Kraftstoffverbrauch in l/100 km | Limousine                 | 8,9 [10,0]                   | 8,9 [9,4]                    | 9,0 [9,0–10,0]               | 9,0 [9,5] (9,9 [10,6])       | 9,1 [10,1]                   | 9,1 [9,6] (9,9 [10,6])       |
| Kraftstoffverbrauch in l/100 km | Touring                   | 9,0 [10,2]                   | 9,0 [9,6]                    | —                            | 9,2 [9,7] (10,1 [10,9])      | 9,3 [10,3]                   | 9,3 [9,8] (10,1 [10,9])      |
| Kraftstoffverbrauch in l/100 km | Compact                   | —                            | —                            | —                            | 8,9 [9,5]                    | —                            | —                            |
| Kraftstoffverbrauch in l/100 km | Coupé                     | 8,9 [10,0]                   | 8,9 [9,4]                    | 9,0 [10,0]                   | 9,0 [9,5]                    | 9,1 [10,1]                   | 9,1 [9,6]                    |
| Kraftstoffverbrauch in l/100 km | Cabrio                    | —                            | 9,4 [9,8]                    | 9,7                          | 9,6 [9,9]                    | —                            | 9,6 [10,2]                   |
| Tankinhalt                      | Tankinhalt                | 63 l                         | 63 l                         | 63 l                         | 63 l                         | 63 l                         | 63 l                         |

Werte ohne Klammern gelten für Schaltgetriebe, Werte in runden Klammern ( ) für den Allradantrieb, Werte in eckigen Klammern [ ] für Automatikgetriebe.

#### M3 und Alpina
|                                 |                           | M3                                          | M3 CSL                                      | M3 GTR (1)                                  | Alpina B3 3.3            | Alpina B3 3.3 Allrad     | Alpina B3 S              |
| ------------------------------- | ------------------------- | ------------------------------------------- | ------------------------------------------- | ------------------------------------------- | ------------------------ | ------------------------ | ------------------------ |
| Bauzeitraum                     | Bauzeitraum               | 06/2000–02/2007                             | 06/2003–09/2004                             | 2001                                        | 03/1999–07/2002          | 03/1999–07/2002          | 07/2002–05/2005          |
| Motorbauart                     | Motorbauart               | R6                                          | R6                                          | V8                                          | R6                       | R6                       | R6                       |
| Motortyp                        | Motortyp                  | S54 B32                                     | S54 B32HP                                   | P60 B40                                     | E4/4 (E4/6)              | E4/8                     | E5/1                     |
| Hubraum                         | Hubraum                   | 3246 cm³                                    | 3246 cm³                                    | 3997 cm³                                    | 3300 cm³                 | 3300 cm³                 | 3346 cm³                 |
| max. Leistung bei 1/min         | max. Leistung bei 1/min   | 252 kW (343 PS)/ 7900                       | 265 kW (360 PS)/ 7900                       | 257 kW (350 PS)/ 7250                       | 206 kW (280 PS)/ 6200    | 206 kW (280 PS)/ 6200    | 224 kW (305 PS)/ 6300    |
| max. Drehmoment bei 1/min       | max. Drehmoment bei 1/min | 365 Nm/ 4900                                | 370 Nm/ 4900                                | 365 Nm/ 5000                                | 335 Nm/ 4500             | 335 Nm/ 4500             | 362 Nm/ 4800             |
| Getriebe, serienmäßig           | Getriebe, serienmäßig     | 6-Gang-Schaltgetriebe                       | 6-Gang automatisiertes Schaltgetriebe (SMG) | 6-Gang automatisiertes Schaltgetriebe (SMG) | 6-Gang-Schaltgetriebe    | 5-Gang-Automatikgetriebe | 6-Gang-Schaltgetriebe    |
| Getriebe, optional              | Getriebe, optional        | 6-Gang automatisiertes Schaltgetriebe (SMG) | —                                           | —                                           | 5-Gang-Automatikgetriebe | —                        | 5-Gang-Automatikgetriebe |
| Beschleunigung, 0–100 km/h in s | Limousine                 | —                                           | —                                           | —                                           | 5,7 [6,6]                | 6,9                      | 5,4 [6,3]                |
| Beschleunigung, 0–100 km/h in s | Touring                   | —                                           | —                                           | —                                           | 6,1 [6,9]                | 7,2                      | 5,8 [6,6]                |
| Beschleunigung, 0–100 km/h in s | Coupé                     | 5,2                                         | 4,9                                         | <5,0                                        | 5,7 [6,6]                | —                        | 5,4 [6,3]                |
| Beschleunigung, 0–100 km/h in s | Cabrio                    | 5,5                                         | —                                           | —                                           | 6,1 [6,9]                | —                        | 5,8 [6,6]                |
| Höchstgeschwindigkeit in km/h   | Limousine                 | —                                           | —                                           | —                                           | 266 [261]                | 256                      | 270 [265]                |
| Höchstgeschwindigkeit in km/h   | Touring                   | —                                           | —                                           | —                                           | 262 [257]                | 252                      | 266 [261]                |
| Höchstgeschwindigkeit in km/h   | Coupé                     | 250 (2)                                     | 250 (2)                                     | 250 (2)                                     | 267 [262]                | —                        | 271 [266]                |
| Höchstgeschwindigkeit in km/h   | Cabrio                    | 250 (2)                                     | —                                           | —                                           | 260 [255]                | —                        | 264 [259]                |
| Kraftstoffverbrauch in l/100 km | Limousine                 | —                                           | —                                           | —                                           | 10,8 [11,7]              | 11,6                     | 10,9 [11,6]              |
| Kraftstoffverbrauch in l/100 km | Touring                   | —                                           | —                                           | —                                           | 11,0 [11,9]              | 11,7                     | 11,1 [11,8]              |
| Kraftstoffverbrauch in l/100 km | Coupé                     | 11,9                                        | 11,9                                        | —                                           | 10,8 [11,7]              | —                        | 10,9 [11,6]              |
| Kraftstoffverbrauch in l/100 km | Cabrio                    | 12,1                                        | —                                           | —                                           | 11,4 [11,9]              | —                        | 11,2 [11,8]              |

Werte ohne Klammern gelten für Schaltgetriebe, Werte in runden Klammern ( ) für den Allradantrieb, Werte in eckigen Klammern [ ] für Automatikgetriebe.

### Dieselmotoren
| Modell (1)                          | 318d/td                  | 318d/td                  | 320d                     | 320d/Cd/td                                          | 330d/xd                  | 330d/Cd/xd               |
| ----------------------------------- | ------------------------ | ------------------------ | ------------------------ | --------------------------------------------------- | ------------------------ | ------------------------ |
| Bauzeitraum (2)                     | 08/2001–02/2003          | 03/2003–06/2005          | 03/1998–08/2001          | 08/2001–08/2006                                     | 10/1999–02/2003          | 03/2003–08/2006          |
| Motorbauart                         | R4                       | R4                       | R4                       | R4                                                  | R6                       | R6                       |
| Motortyp                            | M47 D20                  | M47 D20TÜ                | M47 D20                  | M47 D20TÜ                                           | M57 D30                  | M57 D30TÜ                |
| Hubraum                             | 1951 cm³                 | 1995 cm³                 | 1951 cm³                 | 1995 cm³                                            | 2926 cm³                 | 2993 cm³                 |
| max. Leistung bei 1/min             | 85 kW (116 PS)/ 4000     | 85 kW (116 PS)/ 4000     | 100 kW (136 PS)/ 4000    | 110 kW (150 PS)/ 4000                               | 135 kW (184 PS)/ 4000    | 150 kW (204 PS)/ 4000    |
| max. Drehmoment bei 1/min           | 265 Nm/ 1750–2500        | 280 Nm/ 1750             | 280 Nm/ 1750             | 330 Nm/ 2000–2500                                   | 390 Nm/ 1750–3250        | 410 Nm/ 1500–3250        |
| Getriebe, serienmäßig               | 5-Gang-Schaltgetriebe    | 5-Gang-Schaltgetriebe    | 5-Gang-Schaltgetriebe    | 5-Gang-Schaltgetriebe ab 2003 6-Gang-Schaltgetriebe | 5-Gang-Schaltgetriebe    | 6-Gang-Schaltgetriebe    |
| Getriebe, optional                  | 5-Gang-Automatikgetriebe | 5-Gang-Automatikgetriebe | 5-Gang-Automatikgetriebe | 5-Gang-Automatikgetriebe                            | 5-Gang-Automatikgetriebe | 5-Gang-Automatikgetriebe |
| Antrieb, serienmäßig                | Hinterradantrieb         | Hinterradantrieb         | Hinterradantrieb         | Hinterradantrieb                                    | Hinterradantrieb         | Hinterradantrieb         |
| Antrieb, optional                   | —                        | —                        | —                        | —                                                   | Allradantrieb            | Allradantrieb            |
| Beschleunigung, 0–100 km/h in s (3) | 10,7                     | 10,6 (11,3)              | 9,9                      | 8,8 (9,1)                                           | 7,8                      | 7,2 (7,4)                |
| Höchstgeschwindigkeit in km/h (4)   | 202                      | 204                      | 207                      | 221                                                 | 227                      | 242                      |
| Kraftstoffverbrauch in l/100 km     | —                        | 5,6 (6,8)                | —                        | 5,7 (6,9)                                           | —                        | 6,6 (7,7)                |
| Tankinhalt                          | 63 l                     | 63 l                     | 63 l                     | 63 l                                                | 63 l                     | 63 l                     |

Werte ohne Klammern gelten für Schaltgetriebe, Werte in runden Klammern ( ) für Automatikgetriebe.

## Bestand in Deutschland
Aufgeführt ist der Bestand an BMW E46 nach Hersteller- (HSN) und Typschlüsselnummern (TSN) im Zentralen Fahrzeugregister des Kraftfahrt-Bundesamtes. Typen mit weniger als 100 Fahrzeugen wurden früher nicht ausgewiesen. Seit 2019 werden alle Typen ab Stückzahl 1 ausgewiesen. Bis 2007 beinhaltete der Bestand neben der Anzahl der angemeldeten Fahrzeuge auch die Anzahl der vorübergehenden Stilllegungen. Seit 2008 enthält der Bestand lediglich den „fließenden Verkehr“ einschließlich der Saisonkennzeichen.
| HSN/TSN  | Modell | PS  | 1.1.2023 |
| -------- | ------ | --- | -------- |
| 0005/628 | 316i   | 105 | 10.705   |
| 0005/716 | 316ti  | 115 | 18.132   |
| 0005/657 | 318ci  | 118 | 1.730    |
| 0005/729 | 318ci  | 143 | 2.311    |
| 0005/622 | 318i   | 118 | 11.058   |
| 0005/653 | 318i   | 118 | 2.830    |
| 0005/721 | 318ti  | 143 | 3.513    |
| 0005/701 | 320ci  | 170 | 11.865   |
| 0005/637 | 320ci  | 150 | 1.975    |
| 0005/698 | 320ci  | 170 | 5.120    |
| 0005/624 | 320d   | 136 | 1.816    |
| 0005/659 | 320d   | 136 | 1.160    |
| 0005/625 | 320i   | 150 | 6.694    |
| 0005/704 | 320i   | 170 | 11.639   |
| 0005/660 | 320i   | 150 | 1.063    |
| 0005/705 | 320i   | 170 | 7.734    |
| 0005/720 | 320td  | 150 | 1.498    |
| 0005/675 | 323ci  | 170 | 2.338    |
| 0005/676 | 323ci  | 170 | 8        |
| 0005/638 | 323ci  | 170 | 2.298    |
| 0005/626 | 323i   | 170 | 3.655    |
| 0005/703 | 325ci  | 192 | 6.522    |
| 0005/700 | 325ci  | 192 | 2.366    |
| 0005/708 | 325i   | 192 | 3.452    |
| 0005/709 | 325i   | 192 | 2.655    |
| 0005/717 | 325ti  | 192 | 1.965    |
| 0005/710 | 325xi  | 192 | 454      |
| 0005/711 | 325xi  | 192 | 662      |
| 0005/639 | 328i   | 193 | 1.511    |
| 0005/623 | 328i   | 193 | 2.225    |
| 0005/655 | 328i   | 193 | 695      |
| 0005/682 | 330ci  | 231 | 8.449    |
| 0005/683 | 330ci  | 231 | 3.440    |
| 0005/662 | 330d   | 184 | 495      |
| 0005/661 | 330d   | 184 | 1.009    |
| 0005/684 | 330i   | 231 | 2.751    |
| 0005/685 | 330i   | 231 | 2.178    |
| 0005/712 | 330xd  | 184 | 61       |
| 0005/713 | 330xd  | 184 | 296      |
| 0005/680 | 330xi  | 231 | 337      |
| 0005/681 | 330xi  | 231 | 663      |
| Summe    |        |     | 151.328  |
| Quelle   |        |     | [ 13 ]   |